# غاري ويلز (كاتب)
جاري ويلز (بالإنجليزية: Garry Wills)‏ (من مواليد 22 مايو 1934) هو كاتب وصحفي ومؤرخ أمريكي متخصص في التاريخ الأمريكي والسياسة والدين، وخاصة تاريخ الكنيسة الكاثوليكية. حصل على جائزة بوليتزر للأدب العام غير الخيالي عام 1993.
كتب ويلز أكثر من خمسين كتابًا، ومنذ عام 1973، كان مراجعًا بشكل مُتقطع لمجلة نيويورك ريفيو أوف بوكس. أصبح عضو هيئة تدريس بقسم التاريخ بجامعة نورث وسترن عام 1980، ويعمل حاليًا أستاذًا فخريًا للتاريخ.

## الحياة الشخصية
تزوج من ناتالي كافالو عام 1959؛ كانت مضيفة في أول رحلة له على متن طائرة. ولديهم ثلاثة أطفال: جون وجاري وليديا.

## المراتب والميداليات الحاصل عليها
- 1978:(الفائز بالمشاركة، مع مورين هوارد  كتاب حقائق الحياة  )  Inventing America - National Book Critics Circle Award for General Non-Fiction
- 1979: ابتكار أمريكا - جائزة ميرل كورتي
- 1982: درجة فخرية في LHD من كلية الصليب المقدس
- 1992: لينكولن في جيتيسبيرغ - جائزة دائرة نقاد الكتاب الوطنية للنقد
- 1993: لينكولن في جيتيسبيرغ - جائزة بوليتزر للكتاب الغير خيالية  Pulitzer Prize for General Non-Fiction.
- 1995: درجة فخرية من كلية بيتس
- 1998: الميدالية الوطنية للعلوم الإنسانية
- 2004: جائزة سانت لويس الأدبية من شركاء مكتبة جامعة سانت لويس

## روابط خارجية
- Wills مرات الظهور على سي-سبان